# Vall de Castanesa
La vall de Castanesa és una depressió allargada de la superfície terrestre recorreguda per la Valira de Castanesa. Aquesta vall està situada en els Pirineus, a la comarca de la Ribagorça d'Aragó. La Valira de Castanesa drena tota la vall, abans d'arribar a la seua desembocadura, aigües amunt del Pont de Suert, a la Noguera Ribagorçana. El total de la vall té una extensió d'uns 130 km² i pel seu escàs poblament i dispersió mai no ha format cap entitat jurídica ni històrica especial.
La Vall de Castanesa es redueix avui dia, pràcticament, al municipi de Montanui, després que el 1966 se li van unir els municipis de Bono i Castanesa. En realitat, ni tan sols el municipi pertany a la Vall estricta, en el sentit geogràfic, de Castanesa, ja que un sector de Montanui pertany a la Vall de Barravés, àmbit en el qual s'inclou també plenament l'antic municipi de Bono. En realitat també formen part de la Vall de Castanesa els llocs de Ardoné, Denui i les Llagunes, de Nerill (avui al terme de Les Paüls, Bibils de Bonansa.
La Vall, de modelatge de tipus fluvial, té com a capçalera al NE la serra de Llauset (2.911 m alt.), que la separa de la Vall de Barravés i pel NW la serra Negra (2.650 m), que forma també partió entre la conca de l'Éssera i la de la Noguera Ribagorzana. A ponent la delimiten les crestes del pic de Castanesa (2.158 m), el pic Baciver (2.617 m) i la muntanyeta de Denui (2.514), i el coll d'Espina (1276 m) i el pic de santa Llucia (1.542 m), que aïllen de l'alta vall d'Isàvena. La seva delimitació amb la Vall de Barravés es fa a través del morro de Ventolrà, els cims de Crespès, la capçalera del Vedat de Vilaller, el pic del vedat de Ribera, el tossal de Seu i altres pics inclosos tots al terme de Montaniu.

## Municipis de la Vall de Castanesa

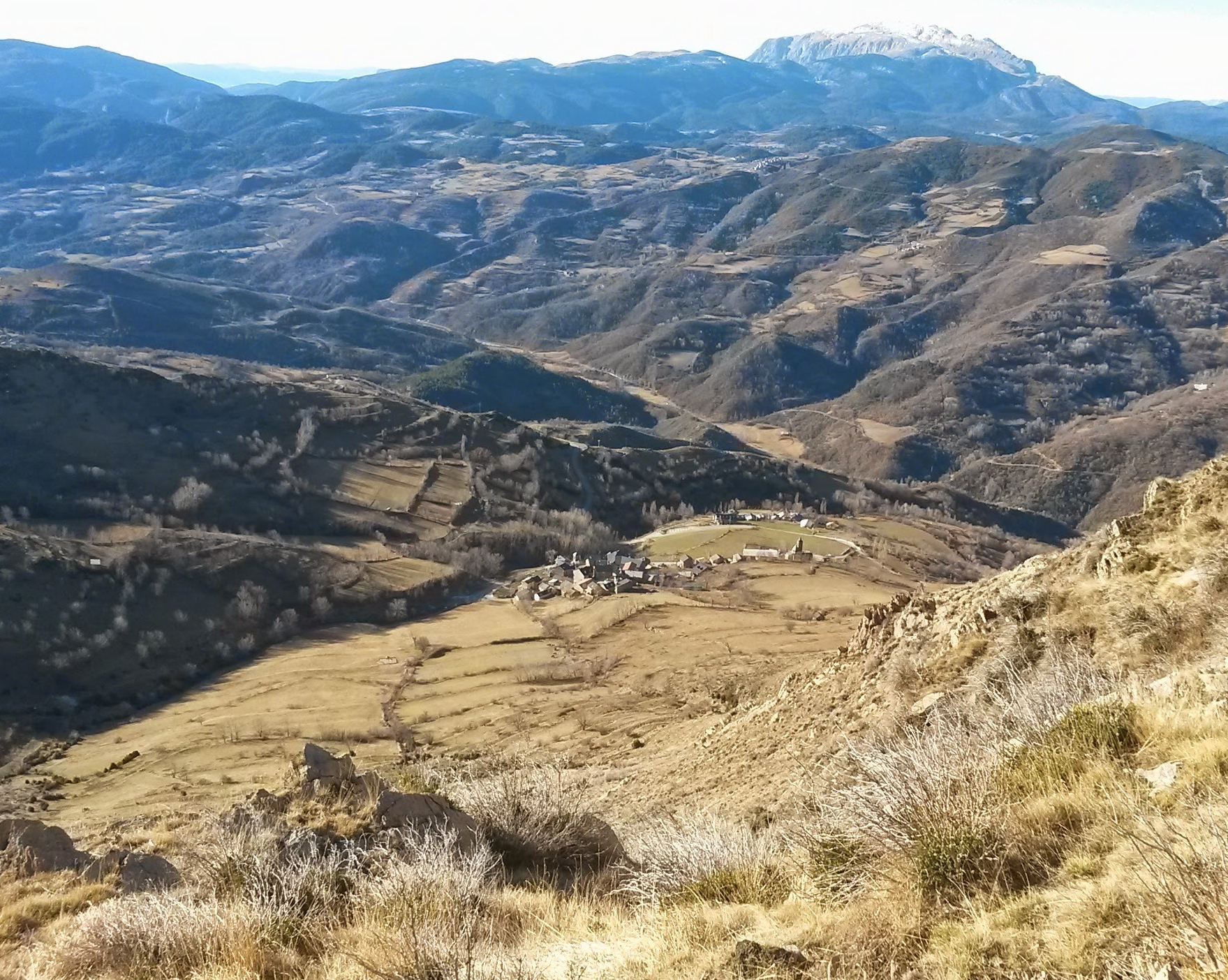
Castanesa i vall de Castanesa

### Terme deMontanui(antic deCastanesa)
- Escané, damunt la riba esquerra, entre Noals i Montanui.[7][8]
- Senyiu, situat a 1.350 metres d'altitud sobre un turó, des d'on es pot veure la vall de Castanesa,[9] a l'interfluvi del riu Isàvena i la Valira de Castanesa.
- Ardanui, al vessant oriental de la vall.[10]
- Benifonts.[11] Està a 1.194 msnm, a la riba esquerra de la Valira de Castanesa, entre Herbera i Noals.[12]
- Fontjanina, està a la riba esquerra del riu.[13]
- Siscarri, i el congost de Siscarri.[14]
- Casterner de Noals, Es troba a 1044 metres d'altitud sobre el nivell del mar i està situat a la dreta de la riba de la Valira de Castanesa.[15]
- Noals, a l'esquerra del riu.

### Terme deLes Paüls[16](antic de Nerill)
- Ardoné, està situat a 1.360 metres d'altitud, a la serra que separa el riu Isàvena de la Valira de Castanesa,[17] dins l'antic terme de Nerill.[18]
- Denui.[19]
- Les caseries de les Llagunes.[20]

### Terme deBonansa, (Alta Ribagorça).[21]
- Bibils, situat a 1.204 metres d'altitud, al vessant dret del riu de la vall.[22]